# WTA Bayonne 1990
Il  WTA Bayonne 1990 è stato un torneo di tennis giocato sul sintetico indoor. È stata la 2ª edizione del torneo, che fa parte della categoria Tier V nell'ambito del WTA Tour 1990. Si è giocato a Bayonne in Francia dal 24 al 30 settembre 1990.

## Campionesse

### Singolare
Nathalie Tauziat ha battuto in finale  Anke Huber con il punteggio di 6–3, 7–6

### Doppio
Louise Field /  Catherine Tanvier hanno battuto in finale  Jo-Anne Faull /  Rachel McQuillan con il punteggio di 7–6, 6–7, 7–6